# Jugador Mundial de la FIFA 1993
La tercera entrega de este premio tuvo como ganador al italiano Roberto Baggio (Juventus), quedando el brasileño Romário (FC Barcelona) en segundo lugar y el neerlandés Dennis Bergkamp (Ajax) en tercer lugar.

## Posiciones finales
A continuación se muestran los jugadores que coparon los diez primeros puestos en esta edición.
| Puesto | Jugador           | Equipo                | Puntos |
| ------ | ----------------- | --------------------- | ------ |
| 1º     | Roberto Baggio    | Juventus              | 152    |
| 2º     | Romário           | FC Barcelona          | 84     |
| 3º     | Dennis Bergkamp   | Ajax / Inter de Milán | 58     |
| 4º     | Peter Schmeichel  | Manchester United     | 29     |
| 5º     | Hristo Stoichkov  | FC Barcelona          | 22     |
| 6º     | Faustino Asprilla | Parma                 | 21     |
| 7º     | Bebeto            | Deportivo La Coruña   | 16     |
| 8º     | Ronald Koeman     | FC Barcelona          | 15     |
| 9º     | Tony Yeboah       | Eintracht Frankfurt   | 13     |
| 10º    | Raí               | São Paulo / PSG       | 12     |